# Drtivé jistoty
Drtivé jistoty jsou albem písničkáře Jana Buriana, které v rámci rčení „kopírování podporuje hudbu“ nahrál svépomocí v březnu 2003 a o čtrnáct dní později i vydal. Jedná se o zhudebněnou poezii dánského básníka Bennyho Andersena: poety každodennosti až civilismu. Jediným hudebním nástrojem na albu užitým je klavír. Album je k dispozici ke stažení zdarma na stránkách Jana Buriana.

## Seznam skladeb
1. Nezávislý
2. Modlitba před jídlem
3. Život je úzký a vysoký
4. Podzimu
5. Zimě
6. To vše
7. V baru
8. Dezinfektor
9. Jaru
10. Nepokoj
11. Tvář na tváři
12. Nejvyšší čas
13. Život

## Reedice
Album vyšlo v reedici v březnu 2009 v Respektu.